# Église Saint-Wasnon de Condé-sur-l'Escaut
L’église Saint-Wasnon est une église située place Verte à Condé-sur-l'Escaut dans le département français du Nord en région Hauts-de-France. 
Construite à partir de 1751, elle est accolée à un clocher construit 150 ans plus tôt, de 1607 à 1621.
Elle a été classée monument historique en décembre 1978.

## Historique
Élevée entre 1751 et 1756 à l’emplacement de l’ancienne église paroissiale, l’église Saint-Wasnon est une commande du maréchal Emmanuel de Croÿ-Solre à l’architecte parisien Pierre Contant d'Ivry. Le clocher auquel elle est accolée a été érigé en 1607. Sa flèche date de 1621.

## Description

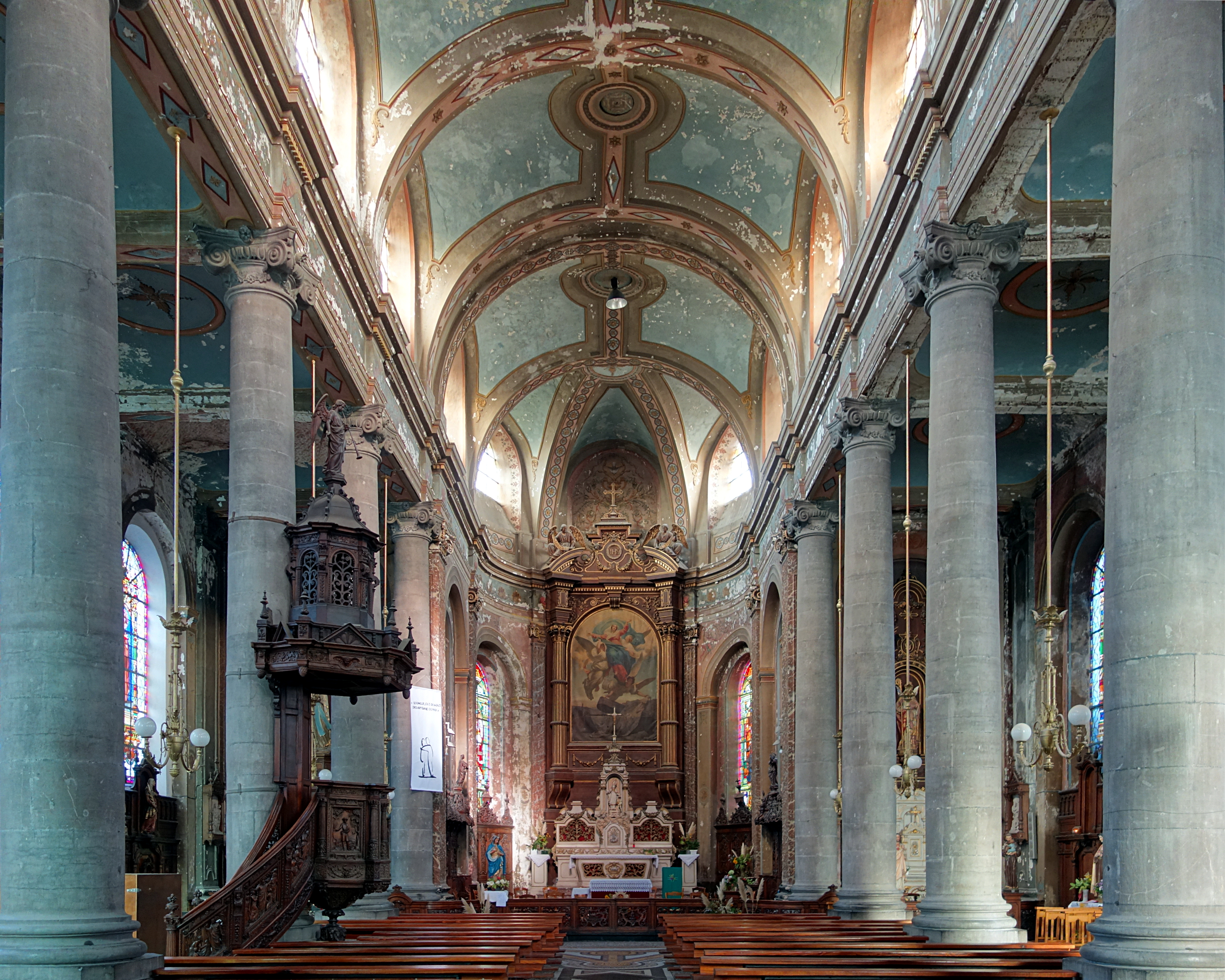
La nef.

Le clocher est construit en brique, pierre et grès. D'une hauteur de 44 mètres, il présente une charpente en forme de bulbe flanqué de quatre clochetons également à bulbe.
La façade de l'église, de style classique, est construite en pierre blanche. Elle comporte deux étages érigés sur un soubassement de grès. Le portail est encadré de colonnes cannelées, en pierre de Bavay, et est décoré de bas-reliefs datés de 1856.
La nef comprend douze colonnes ioniques en pierre bleue de Marbaix.

## Mobilier
Les stalles du chœur sont décorées d'instruments de musique sculptés, en hommage au musicien Josquin des Prés, prévôt pendant 17 ans de la collégiale qui faisait face à l'église. Dans le chœur également, le tableau représentant l'assomption de la Vierge Marie est l'œuvre de Charles-Gustave Housez.
La chaire de vérité, qui provient probablement de la collégiale, représente la parabole du semeur.